# Psi
Psí (grško: starogrško ψι; velika črka: Ψ, mala črka: ψ) je triindvajseta (predzadnja) črka grške abecede in ima številčno vrednost 700. Iz grške črke Ψ izvira stara cirilična črka psi (Ѱ), ki v moderni cirilici ni več v uporabi.

## Pomeni
- v kvantni fiziki ψ predstavlja valovno funkcijo, ki nastopa v Schrödingerjevi enačbi
- Ψ - zastarel znak za kontrakcijo (preoblikovanje) sedaj se označuje z »Z«,
- Ψ - znak za psihologijo,
- Ψ - znak za funkcijo poligama, ki je povezana s funkcijo gama:
- Ψ - znak za elektirični pretok

{\displaystyle \psi _{n}(x)={\frac {d^{(n)}}{dx^{(n)}}}{\frac {\Gamma '(x)}{\Gamma (x)}}\,\!}

### Unicode
|                | Velika črka Ψ         | mala črka ψ         |
| -------------- | --------------------- | ------------------- |
| Unicode UTF-16 | U+03A8                | U+03C8              |
| Ime Unicode    | Velika grška črka psi | Mala grška črka psi |
| Koda HTML      | &#936;                | &#968;              |
| Enota HTML     | &Psi;                 | &psi;               |